# Gare d'Ōmi-Shiotsu
La gare d'Ōmi-Shiotsu (近江塩津駅, Ōmi-shiotsu-eki) est une gare ferroviaire située dans la ville de Nagahama, dans la préfecture de Shiga au Japon. Elle est exploitée par la West Japan Railway Company (JR West).

## Situation ferroviaire
Gare de bifurcation, Ōmi-Shiotsu est située au point kilométrique (PK) 31,4 de la ligne principale Hokuriku. Elle marque la fin de la ligne Kosei.

## Histoire
La gare a été inaugurée le 1er octobre 1957.

## Service des voyageurs

### Accueil
La gare dispose d'un bâtiment voyageurs, avec guichets, ouvert tous les jours.

### Desserte
- Ligne Kosei :
  - voie 0 : direction Tsuruga
  - voies 1 et 2 : direction Ōmi-Imazu et Kyoto
- Ligne principale Hokuriku :
  - voie 3 : direction Tsuruga
  - voie 4 : direction Maibara